# Sbor Bratrské jednoty baptistů v Žatci
Sbor Bratrské jednoty baptistů v Žatci je místní baptistickou církví v ulici Lva Tolstého, která má kolem 100 členů.

## Historie
Sbor vznikl v Žatci teprve v roce 1947 po návratu Čechů z Polska a Volyně, kteří tam v minulosti utekli před náboženským pronásledováním z katolických Čech. Reemigranti, mezi kterými byli i baptisté, se usadili zpočátku především na venkově a pracovali v zemědělství. Do vlasti předků se přistěhoval i kazatel českého baptistického sboru v Mirotíně (Ukrajina) Vladislav Mareš a shromáždil baptistické rodiny z širokého okolí. Shromáždění se konala na řadě míst, ale postupně se centrem sboru stal Žatec. Do slibného rozvoje sboru zasáhlo uvěznění kazatele Mareše v roce 1952, kdy byl v inscenovaném procesu odsouzen na 4 roky. Propuštěn byl v roce 1955, do služby kazatele se však vrátit nesměl. Později byl rehabilitován. Navzdory mnoha problémům i odstěhování se řady členů práce sboru neskončila. Nový začátek prožil sbor teprve v roce 1982, kdy dostal státní souhlas další kazatel Vladislav Donát. Ten mohl svou funkci vykonávat už od roku 1977, ale pouze při svém civilním zaměstnání. Po roce 1990 se do České republiky začaly postupně stěhovat české rodiny ze Svaté Heleny v Rumunsku. Mezi nimi byli i baptisté, kteří se přistěhovali do okolí Žatce a posílili tak místní sbor.

## Kazatelé
- 1947–1952: Vladislav Mareš
- 1977–1988: Vladislav Donát
- 1988–1995: František Hruza
- 1995–1998: Petr Hlaváček
- 1999–2008: Dobroslav Stehlík
- 2008–2011: Jan Pospíšil
- 2011–2017: Radek Pospíšil
- 2017–2021: Stanislav Baláž
- 2021-dosud: Jaroslav Hrůza